# Daniel Roth (Künstler)
Daniel Roth (* 1969 in Schramberg) ist ein deutscher Künstler und seit 2007 Professor für Malerei an der Staatlichen Akademie der Bildenden Künste Karlsruhe.

## Wirken
Von 1990 bis 1997 absolvierte er ein Studium an der Staatlichen Akademie der Bildenden Künste Karlsruhe bei Harald Klingelhöller. Seit 1998 ist er freischaffender Künstler. Seit dem Sommersemester 2007 ist Daniel Roth Professor an der Staatlichen Akademie der Bildenden Künste Karlsruhe.
Roth arbeitet mit Zeichnung, Skulptur, Fotografie und Film. In seinen Werken kombiniert er „Genres wie Installation, Plastik, Video, Zeichnung und Fotografie zu fantastischen Verwirrsystemen“.

## Ausstellungen (Auswahl)
Roth hat seit 1997 an zahlreichen Ausstellungen teilgenommen (siehe Auszug aus dem Ausstellungsverzeichnis). Vertreten wird er von der Galerie Meyer Riegger in Karlsruhe.

### Einzelausstellungen
- 2000: Das Linke Bein des Offiziers, Kunsthaus Glarus, Glarus, CH
- 2001 Artist Space, New York City, US
- 2003: Kunstverein Aachen, Aachen (mit Johannes Wohnseifer)
- 2003: 701XXKA, Grazer Kunstverein, Graz, AT
- 2003: Black Dust Passages, Museum der Bildenden Künste, Leipzig, DE
- 2003 701XXKA, Inside the White Cube, London, UK
- 2004 Cabrini Green Forest, Donald Young, Chicago US
- 2005 Zones of Dissolution, Dallas Museum of Art, Dallas UK
- 2005 Rivers Stys, Western Bridge, Seattle, US
- 2006 The Well, South London Gallery, London UK
- 2006 Hiromi Yoshi, Tokyo, JP
- 2007: Inland, Badischer Kunstverein, Karlsruhe, DE
- 2008 Car Gwyllt, Kunstmuseum Bonn, Bonn, DE
- 2009 Maccaroni Inc, New York City, US
- 2010 Mamco, Geneva, CH
- 2010 Franz Hals Museum De Hallen Haarlem, Haarlem, NL
- 2014 Knochen-Code, Universalmuseum Joanneum, Graz,
- 2016 Bryan Dooley/Daniel Roth, JOLLYJOKER, Amsterdam, NL
- 2020 Städtische Kunstgalerie Karlsruhe, D

### Gruppenausstellungen
- 1997: Kunstpreis Junger Westen, Kunsthalle Recklinghausen
- 2000: La Biennale de Montréal
- 2002: Persönliche Pläne, Kunsthalle Basel
- 2004: Manifesta, Europäische Biennale für zeitgenössische Kunst, San Sebastian
- 2010: Fremde Heimat, Kunsthalle Mannheim
- 2017: Die andere Seite – Erzählungen des Unbewussten, Wilhelm-Hack-Museum, Ludwigshafen
- 2017: Unter freiem Himmel. Landschaft sehen, lesen, hören, Kunsthalle Karlsruhe

## Preise
- 2001 Akademie Schloss Solitude
- 2001 Arbeitsstipendium der Stiftung Kunstfonds, Bonn
- 2002/2003 ars-viva-Preis zum Thema „Landschaft“, Kulturkreis der Deutschen Wirtschaft im BDI e.V.
- 2003 Kunstpreis der Leipziger Volkszeitung[2]
- 2005 Horst-Janssen-Grafik-Preis
- 2016 Arbeitsstipendium Deutsche Akademie Rom Villa Massimo[4]